# فرنسيس ستايسي
فرنسيس ستايسي (18 أغسطس 1830 - 3 أكتوبر 1885) (بالإنجليزية: Francis Stacey)‏ هو لاعب كريكت بريطاني.

## وصلات خارجية
- فرنسيس ستايسي على موقع إي آس بي آن كريك إنفو (الإنجليزية)